# Trampki

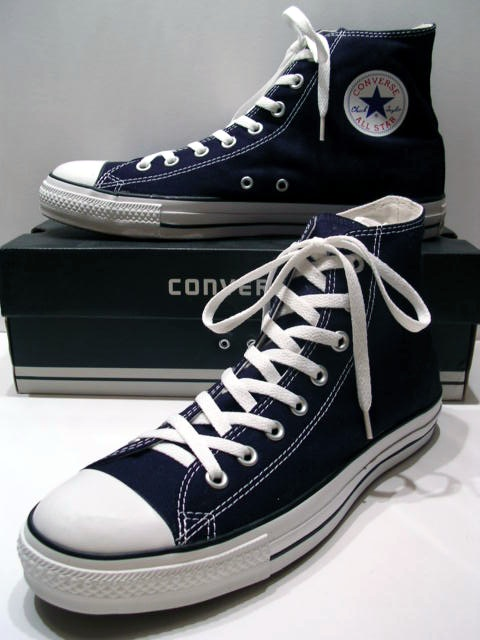
Trampki marki Chuck Taylor All-Stars

Trampki – rodzaj sportowego, sznurowanego obuwia tekstylnego, na podeszwie z gumy. W odróżnieniu od pokrewnych im tenisówek, trampki posiadają cholewki do kostek oraz gumowane noski.

## Historia
Gumowe podeszwy w obuwiu wprowadził Wait Webster, który je opatentował w 1832. Pierwszą firmą, wytwarzającą buty sportowe, była firma Josepha Williama Fostera w Bolton (Anglia) – założona w 1890 (późniejszy Reebok), ale trampki wymyślono w USA, w firmie Marquisa M. Converse’a. W 1908 r. wyprodukowano pierwszy model tego obuwia nazywany All Stars przeznaczony dla koszykarzy. Buty te miały grubą gumową podeszwę i czarny płócienny wierzch, sięgający ponad kostkę. Znakiem firmowym była gwiazda na kostce. Buty te początkowo nie były zbyt popularne wśród zawodników, ale w ich promocję (jak i promocję koszykówki) zaangażował się w 1923 Charles „Chuck” H. Taylor, gracz drużyny Akron Firestones. Taylor skutecznie rozpropagował ten typ obuwia, zarówno wśród zawodników, jak i całego społeczeństwa – stąd trampki są wiązane z jego nazwiskiem.
W latach 40. i 50. XX w. białe trampki wprowadzono jako buty treningowe do amerykańskich sił zbrojnych, natomiast koszykarze zaczęli je farbować zgodnie z barwami swoich drużyn.
W latach 50. i 60. XX w. trampki stały się ulubionymi butami nastolatków i symbolem młodzieżowego buntu, a także swoistego stylu bycia. W trampkach występowały gwiazdy rocka, były często obuwiem punków, nosili je również młodzi intelektualiści. „Klasyczne” trampki zniknęły z rynku w latach 70. XX w., zastąpione przez coraz wymyślniejsze technologie butów sportowych. Obecnie jednak trampki ponownie zyskują na popularności, stając się elementem młodzieżowej mody.
W Polsce buty tego typu pojawiły się w latach 30. XX w., a ich producentem była firma „Stomil”. Nazwa polska wywodzi się od określenia „trampa”, czyli łazika, wędrowca, gdyż buty takie noszono podczas wycieczek pieszych.